# Delta Cephei
Delta Cephei (δ Cep) – gwiazda podwójna w gwiazdozbiorze Cefeusza, odległa o około 891 lat świetlnych od Słońca.

## Charakterystyka obserwacyjna

Położenie δ Cep w gwiazdozbiorze Cefeusza

Gwiazda znana już w starożytności, której zmienność została odkryta w 1784 roku przez angielskiego astronoma Johna Goodricke’a. Delta Cephei jest prototypem gwiazd zmiennych pulsujących zwanych cefeidami, a zarazem jest jednym z najbliżej położonych od Słońca ciał niebieskich tego typu (najbliższym jest Alfa Ursae Minoris).

## Charakterystyka fizyczna
W roku 2002 naukowcy określili przy pomocy teleskopu Hubble'a dystans między Delta Cephei a Ziemią na 890 lat świetlnych (273 parseków). Towarzyszka o nazwie Delta Cephei B oddalona jest od niej o 41 sekund kątowych (obiega składnik A po orbicie eliptycznej o półosi wielkiej długości 12 000 au, w okresie 500 lat).
Zaliczana do żółtych nadolbrzymów Delta Cephei, wyświeca w maksimum 3300 razy więcej energii niż Słońce i jest przedstawicielką klasy gwiazd zmiennych fizycznie. Zakres jej zmienności jest na tyle duży, że wahania jej blasku można zaobserwować gołym okiem (zmiany te można śledzić porównując blask cefeidy z jasnością sąsiednich gwiazd). W zakresie 5 dni, 8 godzin, 47 minut i 32 sekund (5,3663 doby), gwiazda ta zwiększa swą średnicę o 6% po czym kurczy się i powraca do swych pierwotnych rozmiarów. Jednocześnie zmienia się temperatura jej powierzchni. Oba czynniki powodują niezwykle regularne, cykliczne zmiany ilości wyświecanej energii. Na podstawie tego pulsowania blasku astronomowie obliczają wielkość absolutną cefeidy. Zależność ta ma tak ścisły charakter, że wykorzystywana jest też jako najpewniejsza metoda wyznaczania m.in. odległości do innych galaktyk (poprzez porównanie wielkości absolutnej z wielkością obserwowaną, przy uwzględnieniu znanej absorpcji światła w przestrzeni pomiędzy daną cefeidą a obserwatorem). Obserwowana wielkość gwiazdowa Delta Cephei oscyluje w granicach od 3,6 do 4,3, a typ widmowy przechodzi od F5 do G3.